# Teateråret 1939

## Händelser

### Okänt datum
- Gustaf Wally blir teaterdirektör för Södra teatern i Stockholm
- Axel Witzansky startar en privat teaterskola.
- Sten Larsson, Karl Gerhard och Anders Sandrew startar experimentteatern Studiescenen i Stockholm

## Priser och utmärkelser
- Signe Hasso tilldelas Gösta Ekman-priset
- Operasångaren Kerstin Thorborg tilldelas Litteris et Artibus

## Årets uppsättningar

### Okänt datum
- Herbert Grevenius radiopjäs Rum med kokvrå sänds i Sveriges Radio
- Herbert Grevenius radiopjäs Vad en ung kvinna bör veta sänds i Sveriges Radio Pjäsen kom att filmas 1944 med regi av Hasse Ekman

## Födda
- 17 juni – Lise Fjeldstad, norsk skådespelare.

## Avlidna
- 27 oktober – Betty Hennings, 89, dansk skådespelare.